# Eyes in Outer Space
Pour plus de détails, voir Fiche technique et Distribution.
Eyes in Outer Space est un court métrage documentaire d'animation produit par Walt Disney Productions pour Buena Vista Distribution Company  sorti le 18 juin 1959.

## Fiche technique
- Titre original : Eyes in Outer Space
- Réalisateur : Ward Kimball assisté de Robert G. Shannon
- Scénario : William Bosché et Ward Kimball d'après John W. Dunn
- Voix : Paul Frees (narrateur), Walt Disney (présentateur)
- Producteur : Ward Kimball
- Musique: George Bruns
- Photographie : Walter Castle et Jon Frederic Stanton
- Montage : Lloyd L. Richardson
- Direction artistique : Carroll Clark
- Décors : Peter Ellenshaw, Bill Layne et Gordon Legg
- Technicien du son : Robert O. Cook
- Effets Visuels : Jack Boyd (effets d'animation), Eustace Lycett
- Animation : Chuck Downs, Fred Hellmich, Art Stevens, Julius Svendsen
- Layout : John Brandt, Homer Jonas, Kendall O'Connor
- Société de production : Walt Disney Productions
- Distributeur : Buena Vista Distribution Company
- Format d'image : couleur (Technicolor)
- Son : Mono (RCA Photophone)
- Durée : 25 min
- Langue : (en)
- Pays de production :  États-Unis
- Date de sortie : 18 juin 1959

## Autour du film
Ce court métrage documentaire a été diffusé à la télévision dans l'émission Walt Disney Presents diffusée sur ABC  le 1er avril 1962 avec le long métrage Un pilote dans la Lune.